# Adrian Przyborek
Adrian Przyborek, né le 1er janvier 2007 à Koszalin en Pologne, est un footballeur polonais qui évolue au poste de milieu offensif au Pogoń Szczecin.

## Biographie

### En club
Né à Koszalin en Pologne, Adrian Przyborek est notamment formé par le club local du Bałtyk Koszalin avan de rejoindre le Pogoń Szczecin en 2020 afin d'y poursuivre sa formation. Il signe son premier contrat professionnel avec le club le 14 janvier 2022, pour une durée de trois ans.
Le 16 janvier 2023, Przyborek prolonge son contrat avec le Pogoń Szczecin, le liant au club jusqu'en juin 2025.
C'est avec ce club qu'il joue son premier match en professionnel, le 18 février 2023, à l'occasion d'une rencontre d'Ekstraklasa, la première division polonaise, face au Warta Poznań. Il entre en jeu à la place de Kamil Grosicki et son équipe s'impose par trois buts à un,.

### En sélection
Adrian Przyborek représente la Pologne en sélection, commençant avec l'équipe des moins de 16 ans en jouant six matchs entre 2022 et 2023 et marque un but.
Il joue ensuite avec les moins de 17 ans, faisant sa première apparition le 20 mars 2024 contre la Bosnie-Herzégovine. Il délivre notamment deux passes décisives ce jour-là après son entrée en jeu, et contribue à la victoire des siens (4-1 score final). En tout il joue quatre matchs avec cette sélection, tous en 2024.